# Как тревожен этот путь
«Как трево́жен э́тот путь» (также How disturbing is this way) — пятый студийный альбом Аллы Пугачёвой, совместно с группой «Рецитал». Был издан в СССР в сентябре 1982 года в виде  двойного альбома, но впоследствии также распространялся и отдельными пластинками. К 1983 году было продано более 7 миллионов копий пластинки в СССР.
Альбом составили студийные записи 1980—1981 годов; на втором диске альбома среди 8 треков представлены несколько концертных записей 1981 года с одного из сольных концертов программы Пугачёвой «Монологи певицы».
Выходил также экспортный вариант диска под названием «How disturbing is this way» для распространения за рубежом.

## История создания
В августе 1980 года Пугачёва приступила к съёмкам в главной роли в кинофильме «Рецитал», но впоследствии была отстранена от работы и несколько месяцев не гастролировала в СССР. В ноябре-декабре 1980 г. прошли её гастроли в Чехословакии (в рамках «Дней культуры СССР в Чехословакии») и в городах ФРГ. В Кёльне Пугачёва участвовала в радиоконцерте WDR в рамках международного музыкального фестиваля. В декабре 1980 года впервые после сентябрьского инцидента с «Рециталом» Пугачёва выступила в СССР — в московском Театре эстрады она дала серию концертов «Театр Аллы Пугачёвой».
Подготовка к съёмкам в фильме «Рецитал» и к концертам для гостей «Олимпиады-80», вследствие этого — нечастые гастроли и редкие появления Пугачёвой на центральном телевидении в 1980 году сказались на её популярности. В 1980 году практически не звучало её новых хитов. Звучавшие песни «Московский романс», «Уходя — уходи», «Когда я уйду», «Как тревожен этот путь» не снискали большой популярности у слушателей. И лишь единственная песня стала самой популярной — «Улетай, туча», никому тогда ещё не известного композитора Виктора Резникова. По этой причине впервые за 4 года Пугачёва не стала лауреатом всесоюзного фестиваля «Песня года». В целом 1980 год явился трудным и переломным в творческой и личной жизни певицы, отделяющим период 1970-х и 1980-х годов.

### Запись
В конце 1980 года Пугачёва приступает к работе над пластинкой. В «Новогоднем огоньке» 1980—1981 года Пугачёва исполняет песню «Маэстро» на музыку латышского композитора Раймонда Паулса и стихи Ильи Резника. Благодаря этой песне появляется творческий тандем «Резник-Паулс-Пугачёва» и такие произведения как «Старинные часы», «Возвращение», «Без меня», «Делу время» и другие. Композитором практически всех песен альбома стала сама Пугачёва. Музыку к трём композициям написал Раймонд Паулс, песню «Беда» написал Владимир Высоцкий, которая в начале 1980-х годов часто исполнялась Аллой Пугачёвой на сольных концертах, в частности в концертной программе «Монологи певицы». Высоцкий написал «Беду» для своей жены Марины Влади в 1973 году. В пластинку также вошли несколько концертных записей 1981 года с одного из сольных концертов программы Пугачёвой «Монологи певицы».

### Выпуск
Пугачёва закончила работу над альбомом в 1981 году, но «Мелодия» постоянно откладывала её выпуск. В результате пластинка вышла лишь в сентябре 1982 года. В преддверии выхода альбома было выпущено три сингла-миньона «Маэстро», «Дежурный ангел» (1981) и «Я больше не ревную» (1982). Изначально выпущенный как двойной альбом, позже также распространялся и отдельными пластинками: «Как тревожен этот путь — 1» и «Как тревожен этот путь — 2».

#### Оформление
Обложка альбома представляет собой картину художника Сергея Борисовича Симакова (игумен Рафаил), на которой изображён портрет Пугачёвой.
В 1983 году чешская фирма «Supraphon» выпустила в Чехословакии компиляцию альбома под названием «Dávná Píseň», куда вошли лучшие песни из альбомов «Как тревожен этот путь — 1» и «Как тревожен этот путь — 2».

## Отзывы критиков
В марте 1983 года газета «Московский комсомолец» опубликовала рецензию на альбом, в которой лучшими композициями были названы «Беда» (музыка и стихи В. Высоцкого) и «Дежурный ангел» (музыка А. Пугачёвой, стихи И. Резника). Рецензент А. Колосов дал смешанную оценку альбому, указав на название, давшее ему «одна из песен, записанных на пластинке, и это название, вопреки воле его авторов, проливает свет на всю неразбериху музыкальных, а главное — психологических тенденций, царящих в альбоме».
В 2012 году на телепередаче «ДОстояние РЕспублики», посвящённой юбилею Пугачёвой, журналист Артур Гаспарян назвал пластинку «рок-вызовом советской власти, необычайно смелой попыткой представления запрещённой музыки гигантской аудитории». Правда, какие именно песни в альбоме запрещенные, Гаспарян не уточнил. Возможно, он перепутал эту пластинку с записями подпольной группы "Трубный зов". Саму же заглавную песню альбома в этой программе исполнила Ольга Кормухина.

## Список композиций
| №  | Название             | Текст песни    | Музыка      | Длительность |
| -- | -------------------- | -------------- | ----------- | ------------ |
| 1. | «Люди, люди»         | И. Резник      | А. Пугачёва | 4:34         |
| 2. | «Усталость»          | И. Резник      | А. Пугачёва | 4:30         |
| 3. | «Я больше не ревную» | О. Мандельштам | А. Пугачёва | 5:15         |
| 4. | «Дежурный ангел»     | И. Резник      | А. Пугачёва | 4:33         |

| №  | Название                 | Текст песни  | Музыка      | Длительность |
| -- | ------------------------ | ------------ | ----------- | ------------ |
| 5. | «Беда»                   | В. Высоцкий  | В. Высоцкий | 5:07         |
| 6. | «Лестница»               | И. Резник    | А. Пугачёва | 3:50         |
| 7. | «Как тревожен этот путь» | И. Резник    | А. Пугачёва | 4:57         |
| 8. | «Держи меня, соломинка»  | Е. Шлионский | А. Пугачёва | 4:20         |

| №   | Название                         | Текст песни  | Музыка      | Длительность |
| --- | -------------------------------- | ------------ | ----------- | ------------ |
| 9.  | «Первый шаг»                     | И. Резник    | А. Пугачёва | 4:26         |
| 10. | «Вот так случилось, мама» (live) | О. Милявский | А. Пугачёва | 3:41         |
| 11. | «Старая песня» (live)            | И. Резник    | А. Пугачёва | 4:28         |
| 12. | «Когда я буду бабушкой» (live)   | М. Цветаева  | А. Пугачёва | 3:07         |
| 13. | «Жди и помни меня»               | И. Резник    | А. Пугачёва | 4:26         |

| №                   | Название                | Текст песни         | Музыка              | Длительность |
| ------------------- | ----------------------- | ------------------- | ------------------- | ------------ |
| 14.                 | «Маэстро»               | И. Резник           | Р. Паулс            | 5:40         |
| 15.                 | «Старинные часы»        | И. Резник           | Р. Паулс            | 4:38         |
| 16.                 | «Песня на „бис“» (live) | А. Вознесенский     | Р. Паулс            | 7:17         |
| Общая длительность: | Общая длительность:     | Общая длительность: | Общая длительность: | 1:00:39      |

## Участники записи
- Исполнитель, композитор, поэт Алла Пугачёва;
- Композиторы: Раймонд Паулс, Владимир Высоцкий;
- Поэты: Илья Резник, Осип Мандельштам, Владимир Высоцкий, Евгений Шлионский, Олег Милявский, Марина Цветаева, Андрей Вознесенский
- Группа «Рецитал», руководитель Александр Юдов;
- Звукорежиссёр А. Штильман;
- Звукорежиссёры: Л. Левинсон, В. Виноградов;
- Редактор В. Рыжиков;
- Художник С. Симаков.